# 6460 Bassano
6460 Bassano eller 1992 UK6 är en asteroid i huvudbältet som upptäcktes den 26 oktober 1992 av de båda italienska astronomerna Ulisse Quadri och Luca Strabla vid Bassano Bresciano-observatoriet. Den är uppkallad efter den italienska staden Bassano Bresciano.
Asteroiden har en diameter på ungefär 4 kilometer.